# Leonardo Vale
Leonardo Vale (ur. 22 września 1992 r. w Rio de Janeiro) – portugalski wioślarz.

## Osiągnięcia
- Mistrzostwa Świata Juniorów – Brive-la-Gaillarde 2009 – czwórka podwójna – 24. miejsce[1].
- Mistrzostwa Świata Juniorów – Račice 2010 – dwójka podwójna – 16. miejsce[1].
- Mistrzostwa Europy – Montemor-o-Velho 2010 – dwójka podwójna – 17. miejsce[1].